# Andrea Schwendemann
Andrea Schwendemann (* 1. Juli 1971 in Triberg im Schwarzwald) ist eine deutsche Autorin, Journalistin und Werbetexterin.

## Leben
Andrea Schwendemann ist im Schwarzwald geboren und aufgewachsen. Nach dem Abitur lebte und arbeitete sie in Brasilien und in Irland, studierte anschließend Germanistik und Geographie in Köln und Freiburg. Sie volontierte bei einem Freiburger Zeitschriftenverlag, wo sie anschließend noch vier Jahre als Redakteurin arbeitete. 2006 wurde sie zur Redaktionsleiterin von National Geographic World (Gruner + Jahr) berufen, in gleicher Position arbeitete sie ab 2010 für GEOlino Extra (Gruner + Jahr). 2012 machte sie sich selbstständig und leitet seither das Text&Konzept-Büro in Freiburg und ist Mitinhaberin des Kindermedienbüros in Hamburg.
Schwendemann hat ca. 20 Kindersachbücher veröffentlicht, die sich nach eigenen Angaben 100.000 Mal verkauft haben und die ins Niederländische, Spanische, Dänische, Polnische und weitere Sprachen übersetzt werden. Sie ist mit ihren Werken auf Lesereise und zu Gast bei der Lit.Cologne, der Leipziger Buchmesse, Frankfurter Buchmesse, Münchner Bücherschau, Ravensburger Lesefestival.
Neben Kinderbüchern schreibt sie Reportagen und Interviews für National Geographic, Flow, Die Zeit, Süddeutsche Zeitung, Spiegel Online und MagazinSCHULE. Außerdem arbeitet sie als Werbetexterin.
Schwendemann ist verheiratet und lebt in Freiburg und Hamburg.

## Werke

### Bücher (Auswahl)
- Pferde (Wieso? Weshalb? Warum? ProfiWissen, Band 4, Ravensburger 2013), ISBN 978-3473327195
- „Surfen, chatten, posten, bloggen“, Fischer Meyers Kinderbuch, Frankfurt 2014, ISBN 978-3737370011
- Retter im Einsatz (Wieso? Weshalb? Warum? ProfiWissen, Band 10, Ravensburger 2014), ISBN 978-3473327256
- Körper (Wieso? Weshalb? Warum? ProfiWissen, Band 5, Ravensburger 2014), ISBN 978-3473327201
- Verbrechen auf der Spur (Wieso? Weshalb? Warum? ProfiWissen, Band 11, Ravensburger 2015), ISBN 978-3473327263
- Ravensburger Kinderatlas Deutschland: Bundesländer, Menschen und Tiere, Ravensburger Buchverlag 2015, ISBN 978-3473553969
- Faszination Fliegen (Wieso? Weshalb? Warum? ProfiWissen, Band 14, Ravensburger 2015), ISBN 978-3473327294
- Ravensburger Kinderatlas Europa: Länder, Menschen, Tiere und Rekorde, Ravensburger-Buchverlag 2016, ISBN 978-3473554355
- Fußball (Wieso? Weshalb? Warum? ProfiWissen, Band 15, Ravensburger 2016), ISBN 978-3473326501
- 1000 Meter Klopapier und vier Gläser voller Ohrenschmalz, FISCHER Meyers Kinderbuch, Frankfurt 2016, ISBN 978-3737371759
- Katzen (Wieso? Weshalb? Warum? ProfiWissen, Band 18, Ravensburger 2016), ISBN 978-3473326570
- Ein Handbuch für Abenteurer, Freibeuter und Piraten, Ravensburger Buchverlag 2017, ISBN 978-3-473-55440-9
- Deutschland (Wieso? Weshalb? Warum? ProfiWissen, Band 21, Ravensburger, 2017), ISBN 978-3473554409
- Filme, Bücher und andere Medien (Wieso? Weshalb? Warum? ProfiWissen, Band 23, Ravensburger, 2018), ISBN 978-3473329281
- Das Wörter-Retter-Sammelsurium. Von Kokolores, Pfennigfuchsern und Smombies. FISCHER Meyers Kinderbuch. Frankfurt 2018, ISBN 978-3737372039

### Hörbücher (Auswahl)
- Pferde (Wieso? Weshalb? Warum? ProfiWissen), Hörspiel, JUMBO Neue Medien & Verlag GmbH, 2015, ISBN 978-3833732164
- Retter im Einsatz (Wieso? Weshalb? Warum? ProfiWissen), Hörspiel, JUMBO Neue Medien & Verlag GmbH 2016, ISBN 978-3833736513
- Fußball (Wieso? Weshalb? Warum? ProfiWissen), Hörspiel, JUMBO Neue Medien & Verlag GmbH 2016, ISBN 978-3833735455
- Deutschland (Wieso? Weshalb? Warum? ProfiWissen), Hörspiel, JUMBO Neue Medien & Verlag GmbH 2017, ISBN 978-3833737640
- Körper (Wieso? Weshalb? Warum? ProfiWissen), Hörspiel, JUMBO Neue Medien & Verlag GmbH 2018, ISBN 978-3833738548

## Auszeichnungen
- BuchStapler-Wettbewerb 2017[3]: 1000 Meter Klopapier und 4 Gläser voller Ohrenschmalz. Das Buch der sensationellen Rekorde und Fakten